# Lluís Felip de Bragança
Lluís Felip de Braganza, (nom complet en portuguès:Luís Filipe Maria Carlos Amélio Fernando Victor Manuel António Lourenço Miguel Rafael Gabriel Gonzaga Xavier Francisco de Assis Bento de Bragança Orleães Sabóia e Saxe-Coburgo-Gotha) (Santa Maria de Belém, Lisboa, 21 de març del 1887 - Praça do Comércio, Lisboa, 1 de febrer del 1908) va ser Príncep Reial de Portugal i abans Príncep de Beira abans de pujar al tron. També fou el darrer Duc de Bragança i va gaudir dels ingressos d'aquella gran casa. Fou Duc de Barcelos. El seu pare era Carles I de Portugal i la seva mare Amèlia d'Orleans. Al seu germà menor era Manuel II de Portugal, últim rei de Portugal.
Va començar a ocupar càrrecs importants en el govern de Portugal en 1907 quan va ser regent durant l'absència del seu pare quan el rei va fer la seva primera visita oficial a les colònies portugueses a l'Àfrica.

## Regicidi
El dia 1 de febrer del 1908 conegut com el dia del Regicidi, quan tota la família tornava d'una visita a Vila Viçosa, el rei Carles I de Portugal i el príncep hereu, Lluís Felip de Bragança, van ser assassinats en un atemptat terrorista en el Terreiro do Paço de Lisboa. Carles I va morir a l'acte però Lluís Felip va morir uns vint minuts més tard quan l'estaven atenent els doctors. El germà menor del Princep hereu, Manuel va patir una ferida lleu en un braç.
En la monarquia portuguesa no es contempla la successió automàtica, Lluís Felip de Bragança no va ser mai rei, encara que va sobreviure al seu pare. La corona portuguesa va ser heretada pel germà menor, Manuel II de Portugal, que va ser l'últim rei en ser destronat i donant lloc a la Primera República de Portugal.